# Clave
|  | Aquest article tracta sobre el ritme caribeny. Si cerqueu l'instrument de teclat, vegeu «clavicèmbal». |

La clave és un tipus de patró rítmic específic (que s'executa en l'instrument homònim en la música cubana), en particular en les seves variants tradicionals i a les regles subjacents que governen aquests patrons. La clave guia i amalgama tots i cadascun dels instruments (veus incloses), existint una correspondència obligada entre el ritme de la clave i el ritme dels instruments harmònics i melòdics. Quan aquesta correspondència no es dona (és a dir, la clave és mal tocada o està fora de lloc) es parla de clave travessada, muntada o creuada.

## Estructura
La frase rítmica de la clave consta de dos compassos de dos temps cada un, i es divideix en dues parts: una forta (de tres cops) i una feble (de dos cops). Hi ha diversos tipus de claves: la clave del son i la clave de rumba són de les més utilitzades, per la seva facilitat d'adaptació a tota mena de melodia i ritme.

### Clave del son
La clave del son s'usa en el son, el son montuno, la guaracha i altres ritmes, és la columna vertebral de la salsa. Presenta aquesta estructura: 
La primera part, o antecedent, és forta i consta de 3 cops, la segona part, o conseqüent, és feble i té 2 cops. A aquesta disposició se l'anomena "3-2", i és comú en la salsa d'estil més romàntic. També es poden invertir els compassos, en una clave "2-3", present en els temes de salsa estil mambo.
Els noms "3-2" i "2-3" van sorgir fora de Cuba, per ajudar els intèrprets. Una peça pot començar d'una forma i després canviar a l'altra. El son cubà té els seus orígens en el danzón, que al seu torn deriva de la forma rondó de la música clàssica europea, de manera que en algunes parts els percussionistes havien d'acomodar els baqueteigs per igualar el canvi en el fraseig rítmic, o bé, agregaven compassos per mantenir la direcció de la clave. Soneros i rumberos com Arsenio Rodríguez o Ignacio Piñeiro eren de la tradició de sempre mantenir la direcció de la clave, sense creuar-la.

### Clave de rumba
La clave de rumba, també anomenada clave negra, es diferencia de la clave de son en només un temps. Apareix en els tres estils principals de rumba (guaguancó, columbia i yambú), en la conga, així com en la timba o salsa cubana moderna. La clave de rumba és més difícil de seguir que la clave de son, especialment per als que no estan habituats. Ocasionalment, els arranjaments de salsa poden tenir seccions curtes de rumba, o interludis, però sempre es torna a la clave de son.